# Alois Wyrsch
Alois Wyrsch, noto anche come Louis Wyrsch (15 giugno 1825 – 6 marzo 1888), è stato un politico svizzero, è stato un membro del Consiglio nazionale tra il 1860 e il 1872, nonché vicelandamano e landamano del cantone di Nidvaldo. Wyrsch è stato il primo membro di colore del Consiglio nazionale.

## Infanzia e gioventù
Alois Wyrsch nacque il 15 giugno 1825 in Borneo. Suo padre, Louis Wyrsch, era un mercenario svizzero al servizio delle Indie orientali olandesi a Banjarmasin, nel Borneo meridionale, mentre sua madre, Ibu Silla, nota come Johanna van den Berg, era originaria di Giava. Nei diari del padre, Johanna era chiamata njai (domestica in malese). Come anche sua sorella, fu battezzato in una chiesa cattolica a Surabaya, Giava. Nel 1832, quando aveva otto anni, suo padre portò lui e la sorella in Svizzera, lasciando però la madre in Borneo. Poiché il padre era stato ferito, aveva diritto a una pensione di mille fiorini olandesi e si guadagnò il titolo di cavaliere olandese della Casa d'Orange. Alois fu mandato a imparare lo svizzero tedesco a Niederrickenbach, nel cantone di Nidvaldo. Successivamente frequentò il liceo presso l'abbazia di Engelberg e a Kreuzlingen. Dopo la laurea divenne mugnaio a Buochs. All'età di 20 anni sposò Franziska Christen. Il matrimonio non fu felice e l'anno successivo Alois tentò di tornare dalla madre nelle Indie olandesi. Suo padre volle assecondare il desiderio di Alois. Contattò un amico a Utrecht e scrisse alle persone che conosceva nell'esercito olandese, nel quale Alois avrebbe dovuto essere reclutato come sergente, non come soldato. Dopo un viaggio di nove mesi attraverso la Germania e i Paesi Bassi tornò in Svizzera, dove combatté con suo padre nella guerra del Sonderbund nel 1847.

## Carriera professionale e politica
Nel 1839 Wyrsch prese la direzione di un mulino a Ennetbürgen e nel 1850 divenne proprietario di un altro mulino ad Alpnach. Nel 1856 fu eletto dalle stesse truppe comandante di battaglione per l'esercito svizzero. Fu a partire da quegli anni che si fece chiamare Louis Wyrsch, come il padre. Nel 1865 lasciò l'attività del mulino per dedicarsi alla politica.
Il ruolo di Wyrsch nell'esercito svizzero gli diede la popolarità necessarie a entrare in politica. Fu eletto membro del governo di Nidvaldo e assunse per dodici volte il ruolo di landamano tra il 1859 e il 1888. Il 3 dicembre 1860 fu eletto al Consiglio nazionale, diventandone il primo membro di colore nella storia della Svizzera. Dal 1865 al 1888 fu anche membro del Consiglio comunale di Buochs. Politico liberale rappresentante di un cantone conservatore a maggioranza cattolica, incontrò una certa resistenza da parte dell'elettorato e nel 1872, dopo dodici anni, non fu rieletto.
Tentò ripetutamente l'elezione al Consiglio degli Stati, senza successo. Ciononostante, la sua carriera politica a livello cantonale continuò e rimase nell'esecutivo nidvaldese per ventisette anni.

## Vita privata
Nel 1845 Wyrsch sposò Franziska Christen, figlia di un agricoltore. Nel 1860 si sposò in seconde nozze con Margareth Zelger, figlia del sovrintendente di un ospedale. Aveva due fratelli nati come lui in Borneo dalla stessa madre e un fratellastro, Jakob, nato dal secondo matrimonio di suo padre. Morì il 6 marzo 1888 a Buochs.